# Octomeria cucullata
Octomeria cucullata là một loài lan đặc hữu của Brasil (Rio de Janeiro, Paraná).